# Австралазия на летних Олимпийских играх 1908
В связи с тем, что Олимпийская ассоциация Новой Зеландии была образована только в 1911 году, на летних Олимпийских играх 1908 спортсмены Новой Зеландии выступали единой командой со спортсменами Австралии. Эта объединённая команда (30 спортсменов, все — мужчины) выступала как команда Австралазии, и завоевала пять олимпийских медалей.

## Медалисты
| Медаль  | Спортсмен                     | Вид спорта      | Дисциплина                           |
| ------- | ----------------------------- | --------------- | ------------------------------------ |
| Золото  | Сборная Австралии             | регби           | Мужчины                              |
| Серебро | Реджинальд Бейкер (Австралия) | Бокс            | Мужчины, до 71,7 кг                  |
| Серебро | Фрэнк Борепейр (Австралия)    | Плавание        | Мужчины, 400 м вольным стилем        |
| Бронза  | Фрэнк Борепейр (Австралия)    | Плавание        | Мужчины, 1500 м вольным стилем       |
| Бронза  | Гарри Керр (Новая Зеландия)   | Лёгкая атлетика | Мужчины, спортивная ходьба на 3500 м |

## Состав сборной
Бокс
1. Реджинальд Бейкер